# Attentat de la mosquée Baqir Al-Olum de Kaboul
L'attentat de la mosquée Baqir Al-Olum (aussi retranscrit Baqir-ul-Olum) est un attentat-suicide perpétré le 21 novembre 2016, jour de l'Arbaïn, dans une mosquée chiite de Kaboul, la capitale de l'Afghanistan. Il fait entre 27 et 32 morts, selon les sources, et plus de 60 blessés.

## Contexte
L'attentat survient en pleine célébration par la communauté chiite de Kaboul du jour de l'Arbaïn, qui marque la fin des 40 jours de deuil après l'Achoura. L'Achoura commémore le meurtre de l'imam Hussein par les partisans des Omeyyades, en 680. 

## Déroulement
Vers 12 h 30, un kamikaze s'introduit dans la mosquée chiite Baqir Al-Olum (ou Baqirul Olum), dans l'ouest de la ville, et se fait exploser au milieu des fidèles. L'explosion tue 27 personnes et fait des dizaines de blessés, tandis que les vitres volent en éclats.
Les dégâts sont importants, le sol de la mosquée est recouvert de poussière, d'éclats de verre, de restes humains et de sang. 
Les blessés sont évacués vers l'hôpital Istiqlal et vers l'hôpital Emergency de l'ONG italienne du même nom.

## Bilan
Le ministère de l'Intérieur afghan annonce un bilan de 27 morts tandis que la mission des Nations unies, la Manua, parle de 32 morts.

## Revendication
L'État islamique revendique l'attaque via son agence de propagande Amaq.